# Aguriahana
Aguriahana är ett släkte av insekter som beskrevs av William Lucas Distant 1918. Aguriahana ingår i familjen dvärgstritar.

## Bildgalleri

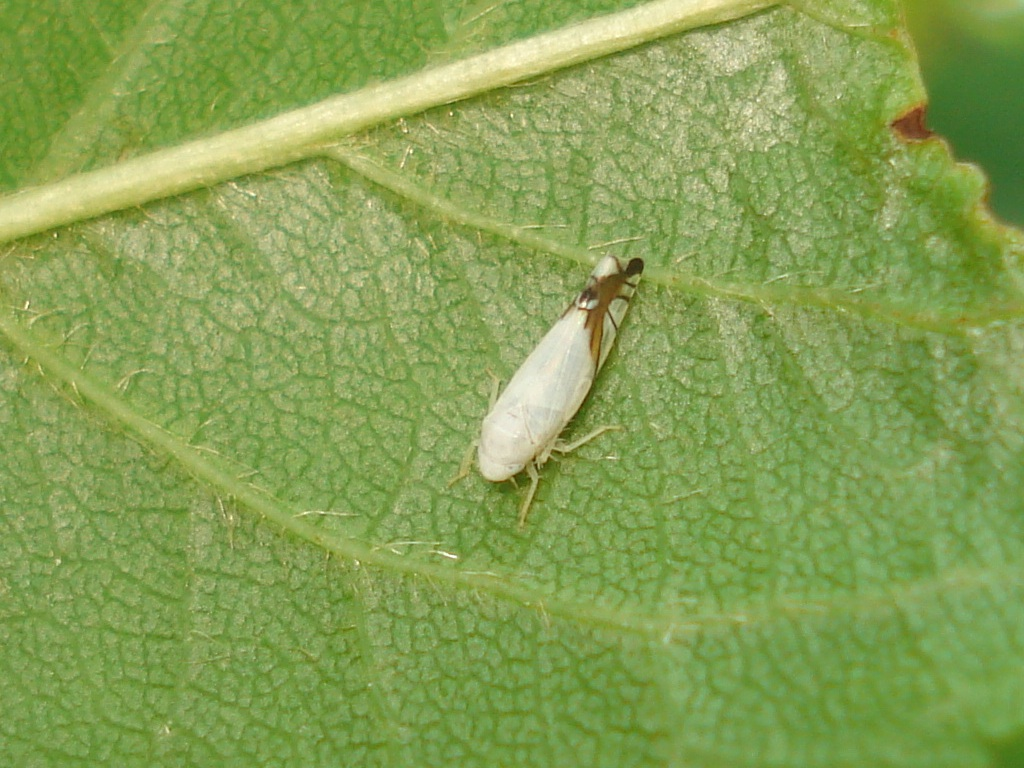

## Dottertaxa tillAguriahana, i alfabetisk ordning[1][2]
- Aguriahana acuta
- Aguriahana adusta
- Aguriahana anser
- Aguriahana anufrievi
- Aguriahana aptera
- Aguriahana burmensis
- Aguriahana daliensis
- Aguriahana deviata
- Aguriahana dissimilis
- Aguriahana distanti
- Aguriahana dubia
- Aguriahana flava
- Aguriahana forficata
- Aguriahana fuscovittata
- Aguriahana germari
- Aguriahana gillavryi
- Aguriahana grisea
- Aguriahana hybrida
- Aguriahana juglandis
- Aguriahana kaghanensis
- Aguriahana metallica
- Aguriahana nepalensis
- Aguriahana niisimai
- Aguriahana paivana
- Aguriahana picta
- Aguriahana pictilis
- Aguriahana pini
- Aguriahana pteridis
- Aguriahana quadridens
- Aguriahana quercus
- Aguriahana rhododendri
- Aguriahana rubra
- Aguriahana serrata
- Aguriahana shaanxiensis
- Aguriahana sichotanus
- Aguriahana sichuanensis
- Aguriahana sinica
- Aguriahana spinistyla
- Aguriahana stellulata
- Aguriahana triangularis
- Aguriahana uncinata
- Aguriahana unicornis
- Aguriahana variabilis
- Aguriahana wutyshana
- Aguriahana yangi
- Aguriahana youngi
- Aguriahana yunensis
- Aguriahana zheensis
- Aguriahana zhejiangensis